# Карасо, Фернандо
Фернандо Карасо Кастро (исп. Fernando Carazo Castro; 6 апреля 1904, Ла-Корунья, Галисия — 18 июля 1986, Белу-Оризонти), также выступал под именами Карраццо (итал. Carrazzo) и Караццо (итал. Carazzo) — испанский футболист, полузащитник.

## Карьера
Фернандо Касаро родился в Ла-Корунье, а первые годы жизни провёл в Малаге. В 1907 году он вместе с отцом, матерью и тремя братьями мигрировал в Бразилию. Касаро начал карьеру в команде «Тапира». Затем играл за клубы «Линьяс-е-Кабос», в некоторых источниках «Линьяженс», и «Антарктика». В 1926 году Фернандо перешёл в «Палестру Италию» из Сан-Паулу. Там он играл под именем Караццо, чтобы идентифицировать себя с клубом, основной костяк которого составляли местные итальянцы. 5 декабря 1926 года испанец дебютировал в составе команды в матче турнира Начала Паулиста с «Сан-Бенту» (4:0). 13 февраля следующего года Карасо сыграл матч в специальном турнире чемпионата штата Сан-Паулу с «Сирио» (1:0). Этот матч являлся финальной игрой соревнования. В следующем сезоне он помог клубу выиграть ещё одно первенство чемпионата.
В 1928 году Карасо перешёл в «Палестру Италию» из Белу-Оризонти. 21 апреля он дебютировал в составе команды в матче с «Америкой Минейро» (4:1). 14 июля полузащитник забил первый мяч за клуб, поразив ворота «Тупи» (3:1). В том же сезоне он стал чемпионом штата Минас-Жерайс. Это же достижение футболист повторил в 1929 и 1930 годах. В 1931 году он перешёл в клуб «Вила-Нова», с которым смог одержать победу в чемпионате штата. При этом футболист забил победный гол в решающей игре с «Веспасиано» (2:1). В 1933 году испанец вернулся в Сан-Паулу, где выиграл турнир Рио-Сан-Паулу и два титула чемпионата штата. 7 апреля 1935 года Карасо провёл последний матч за паулистанскую «Палестру» против «Брагантино» (4:0), в котором забил гол. Всего за клуб он сыграл 33 встречи и забил 6 голов.
В 1935 году Карасо перешёл в «Эспанью». Годом позже он стал игроком «Сан-Паулу». Футболист всего месяц был в команде, где сыграл лишь два матча, в которых забил два гола. После этого он вернулся в «Палестру» из Белу-Оризонти. Затем игрок вновь выступал за «Вилу-Нову» с 1937 по 1940 год. При этом, в первом сезоне Фернандо мог выиграть очередной чемпионат штата, однако не забил пенальти в матче с «Сидеруржикой». За «Нову» футболист забил 21 гол. В 1940 году Карасо в третий раз перешёл в «Палестру». Он выиграл с командой ещё один чемпионат штата. 8 февраля 1942 года испанец провёл последний матч за клуб против команды «Америка Минейро» (1:4). А всего сыграл за «Палестру» в 113 матчах и забил 44 гола, по другим данным 43 гола. Долгие годы, до 2014, он был лучшим иностранным бомбардиром в истории клуба. Завершил карьеру футболист в командах «Аэропорто» и «Металузина».
После завершения игровой карьеры, Касаро остался жить в Белу-Оризонти, где работал плотником

## Достижения
- Чемпион штата Сан-Паулу: 1926 (специальный), 1927, 1933, 1934
- Чемпион штата Минас-Жерайс: 1928, 1929, 1930, 1932, 1940
- Победитель турнира Рио-Сан-Паулу: 1933

## Личная жизнь
У Фернандо был сын — Эдмундо.